# 28558 Kathcordwell
28558 Kathcordwell este un asteroid din centura principală de asteroizi.

## Descriere
28558 Kathcordwell este un asteroid din centura principală de asteroizi. A fost descoperit pe 9 martie 2000 la Socorro, New Mexico, în cadrul proiectului LINEAR. Asteroidul prezintă o orbită caracterizată de o semiaxă mare de 2,38 ua, o excentricitate de 0,13 și o înclinație de 1,4° în raport cu ecliptica.